# Institut de formation professionnelle aux métiers de l'animation
L'Institut de formation professionnelle aux métiers de l’animation (INFOP) est un centre de formation des CEMEA créé en 1986.
Ancien établissement national créé au moment de la professionnalisation dans le secteur de l’animation est aujourd’hui partie intégrante des Ceméa Île-de-France. 
Installé à Gennevilliers (Hauts-de-Seine), l’institut de formation reçoit des stagiaires de toute la région et propose des formations dans le domaine de l’animation et de responsables de structures, des niveaux V à II soit directement soit en partenariat (Paris X, IUT de Bobigny, Cresif, Cerpe). 
Plusieurs autres activités sont développées à partir de l’équipe salariée et du réseau de militants. Des actions internationales (coopération avec un centre de formation en Palestine, rencontres de professionnels allemands / palestiniens / français, ..), des journées d’études inter professionnelles (La participation des habitants, vivre ensemble dans la ville, politique jeunesse…), des partenariats de diagnostics et formation (Sonacotra, Collectivités locales, Motards en colère…).
Les formations proposées sont le BAPAAT, le BPJEPS, le DEFA et celles effectuées en partenariat sont le DEDPAD, le DSTS, et le DLU.